# Idaea digitella
Idaea digitella là một loài bướm đêm trong họ Geometridae.